# Tokyo Skytree
Tokyo Skytree (jap. 東京スカイツリーTōkyō Sukaitsurī) je 634 metrov visok stolp, ki se uporablja za TV in radijsko komunikacijo, kot restavracija in kot razgledna točka. Za Burdž Kalifo je druga najvišja stavba na svetu in najvišja na Japonskem. Gradnja se je začela julija 2008, končala pa 29 februarja 2012. Ena razgledna točka s kapaciteto 2000 ljudi je na višini 350 metrov, druga s kapaciteto 900 ljudi pa na višini 450 metrov.
Stolp je glavno mesto televizijskega in radijskega oddajanja v regiji Kanto; starejši tokijski stolp ne daje več popolne pokritosti z digitalno prizemno televizijo, ker je obdan z visokimi stavbami. Skytree je bil dokončan na prestopni dan, 29. februarja 2012, stolp pa je bil odprt za javnost 22. maja 2012. Stolp je osrednji del velikega komercialnega razvoja, ki ga financira Tobu Railway (ki je lastnik kompleksa) in skupina šestih prizemnih izdajateljev televizijskih programov, ki jih vodi NHK. Vlaki ustavljajo na sosednji postaji Tokyo Skytree in bližnji postaji Ošiage. Kompleks je sedem kilometrov severovzhodno od tokijske postaje. Poleg tega je v kompleksu Tokio Solamači akvarij Sumida.

## Oblikovanje
Zasnova stolpa je bila objavljena 24. novembra 2006  in temelji na naslednjih treh konceptih:
- Fuzija neofuturističnega [5][6] dizajna in tradicionalne lepote Japonske
- Katalizator revitalizacije mesta
- Prispevek k preprečevanju nesreč – »Varnost in zaščita«

Osnova stolpa ima strukturo, podobno trinožniku; z višine okoli 350 m in več je zgradba stolpa valjasta, da ponuja panoramski pogled na reko in mesto. Observatoriji so na 350 m z zmogljivostjo do 2000 ljudi in 450 m z zmogljivostjo 900 ljudi.  Zgornji observatorij ima spiralno, s steklom pokrito streho, po kateri se obiskovalci povzpnejo zadnjih 5 metrov do najvišje točke na zgornji ploščadi. Del steklenih tal omogoča obiskovalcem neposreden pogled navzdol na spodnje ulice. 

### Potresna odpornost
Stolp ima protipotresno zaščito, vključno s centralnim jaškom iz armiranega betona. Glavni notranji steber je pritrjen na zunanjo konstrukcijo stolpa prvih 125 metrov nad tlemi. Od tam do 375 metrov je steber pritrjen na ogrodje stolpa z oljnimi dušilci, ki med potresom delujejo kot blazine. Dodatna odpornost je dosežena z »dodanim mehanizmom za nadzor mase« (ali nastavljenim dušilcem mase) – sistemom dušenja, ki v primeru potresa odstopa od strukture zgradbe, da ohrani težišče čim bolj središče. do podnožja stolpa. Po besedah oblikovalcev lahko blažilniki absorbirajo 50 odstotkov energije potresa. 

### Barva
Zunanja rešetka je pobarvana z barvo, uradno imenovano Skytree White. To je izvirna barva, ki temelji na modrikasto-beli tradicionalni japonski barvi, imenovani aidžiro (藍白).

### Osvetlitev
Zasnova osvetlitve je bila objavljena 16. oktobra 2009. Uporabljena sta dva vzorca osvetlitve Iki (šik, stilsko) nebesno modra in Mijabi (eleganca, prefinjenost) vijolična, ki se bosta izmenjevali vsak dan. Stolp je osvetljen z LED diodami.

## Poimenovanje in višina
Od oktobra do novembra 2007 so zbirali predloge širše javnosti za poimenovanje stolpa. 19. marca 2008 je komisija izbrala šest končnih imen kandidatov: Tōkjō Sukaicurī (東京スカイツリー»tokijsko nebeško drevo«), Tōkjō Edo Tavā (東京EDOタワー»stolp Tokio Edo«), Raidžingu Tavā (ライゃタ" ), Mirai Tavā (みらいタワー»Stolp prihodnosti«), Jumemi Jagura (ゆめみやぐら, »Sanjsko razgledišče«), Raidžingu Īsuto Tavā (ライジングイーストタワー"), »Vzhod proti vzhodu«). Uradno ime je bilo odločeno z glasovanjem po vsej državi in je bilo objavljeno 10. junija 2008 kot Tokyo Skytree. Ime je prejelo približno 33.000 glasov (30 %) od 110.000 glasov, drugo najbolj priljubljeno ime pa je bilo Tokyo Edo Tower.
Višina 634 m je bila izbrana tako, da si jo je enostavno zapomniti. Številke 6 (mu), 3 (sa), 4 (ši) pomenijo Musaši, staro ime regije, kjer stoji Tokyo Skytree.